# Joana de Castre i de So
Joana de So i de Castro (Desconegut, c. 1430 - Peralada, 1480) fou una noble també coneguda com a Vescomtessa de Rocabertí.

## Biografia
Joana de Castre i de So, dama rossellonesa, filla de Pere de Castre i de Blanca de So del vescomtat d'Èvol es va casar amb el vescomte Jofre VII de Rocabertí, senyor de Peralada. La primera intervenció de Joana com a vescomtessa es produeix el 1455. Llavors i durant alguns anys va actuar com a procuradora general del vescomtat en absència del marit. Tingué quatre fills i una filla, que foren apadrinats pels seus germans.
Jofre de Rocabertí, pel febrer de 1461, era a Fraga comandant els exèrcits de la Diputació que van contribuir a l'alliberament de Carles de Viana. Joana restà com a procuradora del marit. El 23 desembre de 1461 va morir Carles de Viana i hi hagué un moviment d'exaltació a la seva figura. Mentre els pagesos iniciaven la revolució remença, la reina i el seu fill Ferran anaren a Girona mentre que des de Barcelona es preparava un exèrcit per obligar la reina a capitular. Joana acudí amb el seu marit a la Força de Girona. El seu germà, Guillem Ramon, era membre de la Força a les files realistes. El dia de Corpus de 1462 es va produir l'assalt que va fracassar.
Joana va negociar amb els resistents de la Força, el delegat dels quals era el seu germà. En aquest primers moments del conflicte ella feu de mediadora a través de les bones relacions que encara creia tenir amb el seu germà. Les negociacions van malmetre’s, a la vegada que trencava les relacions amb la família i esclatava la guerra civil.
Joana, malgrat que els seus germans Guillem Ramon, Joan i Elionor, feren costat a Joan II, es mantingué sempre al costat del marit. Hi hagué pocs membres dels grups dominants que restessin durant tota la guerra a les mateixes files; Jofre de Rocabertí i la seva dona van restar sempre al costat de la Generalitat de Catalunya.
Jofre partí a la guerra a inicis de 1464 i va deixar els afers del vescomtat en mans de Galceran de Vilafreser i no de la seva muller; hi havia una colla de fills menors als qui atendre i pel caire que prenien els afers bèl·lics li va semblar millor que ella en restés apartada. El vescomte va caure presoner a la batalla de Calaf al març de 1465. Joana no va poder aconseguir el seu alliberament perquè el vescomtat de Rocabertí, en altre temps riquíssim, havia vingut a tanta destrucció que no es trobà forma de pagar el rescat.
Peralada va capitular gairebé acabada la guerra, el 19 de maig de 1472. Es va acordar la llibertat del vescomte sense rescat, el perdó de Joana, dels seus fills i els habitants del vescomtat, la devolució de les terres que el rei havia promès a partidaris seus. La guerra havia crispat els ànims, Joana estava dolguda amb els seus parents i també amb el bisbe de Girona que li reclamava el dubtós cobrament dels delmes, de manera que feu rebre l'emissari a cops de bastó.
Jofre VII va morir al desembre de 1479. Nomenà marmessora la seva vídua la qual rebé 500 florons d'or. Deixava d'hereu al fill Felip Dalmau II de Rocabertí i simultàniament reconeixia l'existència d'una filla natural que era religiosa. Quatre mesos després moria Joana. Va voler ser soterrada al Carme "allà on acostumen a enterrar els predecessors nostres de la casa de Rocabertí". És interessant remarcar aquesta frase: ella se sentia membre de la família del marit, o sigui, del llinatge dels fills.